# Centrophantes roeweri
Centrophantes roeweri là một loài nhện trong họ Linyphiidae.
Loài này thuộc chi Centrophantes. Centrophantes roeweri được Wiehle miêu tả năm 1961.